# Urvillea (insecte)
Ce genre d'insectes ne doit pas être confondu avec le genre de plantes Urvillea.
Urvillea melanesica
Genre
Genre
Urvillea est un genre d'insectes hémiptères de la famille des Cixiidae. On ne lui connait qu'une seule espèce, Urvillea melanesica.

## Systématique
Le genre Urvillea et l'espèce Urvillea melanesica ont été décrits en 1907 par l'entomologiste anglais George Willis Kirkaldy (1873-1910).

## Publication originale
- Kirkaldy G.W., 1907. « Leafhoppers supplement. (Hemiptera) », Bulletin. Hawaiian Sugar Planters' Association Experiment Station. Division of Entomology. Honolulu, vol. 3, p. 1-186.